# Marija Naumova
Marija Naumova (umetniško ime Marie N), latvijska pevka ruske narodnosti, * 23. junij 1973. 
Poje predvsem pop glasbo. Izdala je več albumov s pesmimi v latvijščini, angleščini, francoščini, ruščini in portugalščini. Leta 2002 je predstavljala Latvijo na Pesmi Evrovizije in zmagala s pesmijo I Wanna.